# Het verhaal van de betoverde koning
Het verhaal van de betoverde Koning is een verhaal binnen het grotere kaderverhaal uit de verhalencyclus Duizend-en-een-nacht.

## Verhaal
De vader van de koning heette Mahmoed en was heerser over de Zwarte Eilanden. De prins volgde zijn vader op en huwde zijn nicht. Elke nacht bedwelmt zij hem echter en pleegt overspel tijdens zijn slaap. De koning volgt haar en betrapt haar met een zwarte slaaf. Zij is zeer aan hem onderdanig en hij vernedert haar in woord (zie hiernaast) en daad: ze mag rattenbotten eten en zuur bier drinken.
Slaaf: "'Ik zweer bij de eer der zwarten, wanneer we voortaan, vanaf vandaag, bijeen zijn met mijn neven en jij er niet bent, dan weiger ik je bij me te ontvangen en de liefde met je te bedrijven. Dan zal mijn lichaam nooit meer aan het jouwe zijn vastgehecht. Vervloekte vrouw, je speelt met me als met een scherf marmer en ik ben aan je grillen onderworpen, vervloekt rotwijf!' Intussen begon mijn nicht te huilen en zei: 'mijn liefste, vrucht van mijn hart, als je boos op me bent, wie zal me dan redden, en als je me verjaagt, bij wie kan ik dan mijn toevlucht zoeken? Mijn meester, mijn lieveling, licht van mijn ogen.' Ze bleef voor hem staan huilen en smeken, totdat hij tevredengesteld was. Verheugd trok ze haar jurk uit (...) en ging bij de slaaf op het stro liggen. Ze deed haar kleren uit en schoof onder de lompen bij hem."
De woedende koning betrapt het stel en verwondt de slaaf op zo'n manier dat hij niet meer spreken kan, noch vast voedsel tot zich nemen. De ontrouwe koningin treurt om hem en verzorgt hem drie jaren lang elke dag. Dan verliest de koning zijn geduld en wil haar dwingen op te houden. Uit woede betovert de koningin door het onderste gedeelte van zijn lichaam in steen te veranderen. Ook betovert ze de gehele stad. En elke dag komt zij terug en geeft de koning 100 zweepslagen.

## Plaatsing binnen de verhalencyclus
Het verhaal van de betoverde koning is het tweede subverhaal dat verteld wordt binnen Het verhaal van de visser en de djinn, dat op zijn beurt binnen het grotere kaderverhaal (Het verhaal van Sjahriaar en zijn broer) uit de verhalencyclus Duizend-en-een-nacht wordt verteld.
Vorige verhaal (op dit verhaalniveau): Het verhaal van koning Joenaan en de geleerde Doebaan.
Zie ook: De verhalenstructuur van Duizend-en-een-nacht.

## Referentie
De voor deze samenvatting gebruikte vertaling en citaten is die van Richard van Leeuwen op basis van de Mahdi-tekst, en houdt de volgorde van de Boelaak-tekst aan.